# 库尔拉克
库尔拉克（法語：Courlac，法語發音：[kuʁlak]）是法国夏朗德省的一个市镇，位于该省南部，属于昂古莱姆区。

## 地理
库尔拉克（45°18'3"N, 0°5'32"E）面积6.58 平方千米，位于法国新阿基坦大区夏朗德省，该省份为法国西部内陆省份，北起德塞夫勒省和维埃纳省，东临上维埃纳省，东南至多尔多涅省，南至多爾多涅省，西接滨海夏朗德省。
与库尔拉克接壤的市镇（或旧市镇、城区）包括：贝隆、蒙布瓦耶、奥里瓦勒、圣罗曼。

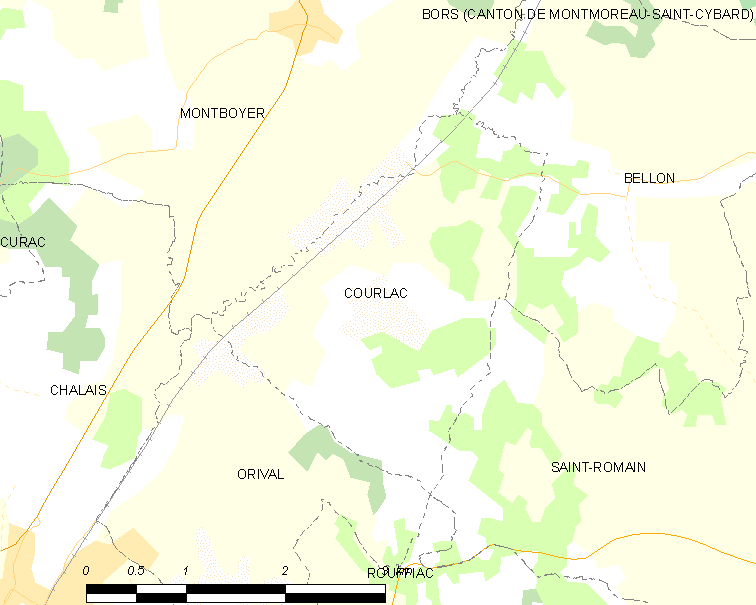
库尔拉克的OSM定位图

库尔拉克的时区为UTC+01:00、UTC+02:00（夏令时）。

## 行政
库尔拉克的邮政编码为16210，INSEE市镇编码为16112。

## 政治
库尔拉克所属的省级选区为蒂德-拉瓦莱特县。

## 人口

1962-2008年间库尔拉克人口变化图示

库尔拉克于2022年1月1日时的人口数量为58人。